# Dolany (district d'Olomouc)
Pour les articles homonymes, voir Dolany.
Dolany (en allemand : Dolein ou Dollein) est une commune du district et de la région d'Olomouc, en Tchéquie. Sa population s'élevait à 2 922 habitants en 2023.

## Géographie
Dolany se trouve à 9 km au nord-est d'Olomouc et à 213 km à l'est-sud-est de Prague.
La commune est limitée par Domašov u Šternberka et Jívová au nord, par Hlubočky à l'est, par Olomouc, et Tovéř au sud, et par Hlušovice, Bohuňovice, et Bělkovice-Lašťany à l'ouest.

## Histoire
La première mention écrite du village date de 1235. Les chartreux fondent un monastère en 1380 avec la protection du margrave Jobst de Moravie et dont le premier prieur est le fameux Étienne de Dolein. la chartreuse est détruite par les hussites en 1425. Le village est déserté et n'est reconstruit et repeuplé qu'en 1547.

## Administration
La commune se compose de trois sections :
- Dolany
- Pohořany
- Véska

## Transports
Par la route, Dolany se trouve à 9,5 km d'Olomouc et à 253 km de Prague.